# Cantó de Rezé
El cantó de Rezé (bretó Kanton Reudied) és una divisió administrativa francesa situat al departament de Loira Atlàntic a la regió de Loira Atlàntic, però que històricament ha format part de Bretanya.

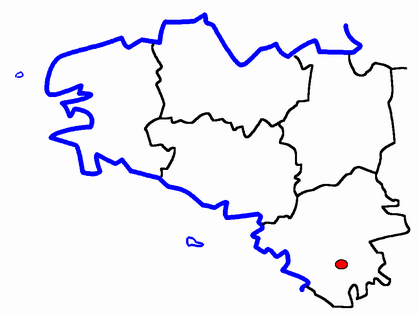
Situació del cantó

## Composició
El cantó aplega 1 comuna i part de la de Rezé (13.074 de 37.333):
| Nom francès | Nom bretó | Població | km²   | Codi Postal | Codi INSEE |
| Bouguenais  | Kervegon  | 15.627   | 31,50 | 44340       | 44020      |
| Rezé        | Reudied   | 35.478   | 4,94  | 44400       | 44143      |
| Cantó       | Reudied   | 51.105   | 36,44 | -           | 4451       |

## Història
| Data d'elecció                           | Identitat          | Partit                         | Qualitat |
| ---------------------------------------- | ------------------ | ------------------------------ | -------- |
| 1994-                                    | Françoise Verchère | PS, després divers gauche i PG |          |
| les dades anteriors no són pas conegudes |                    |                                |          |
|                                          |                    |                                |          |